# Anson Funderburgh
Anson Funderburgh (Plano (Texas), 15 november 1954) is een Amerikaanse bluesgitarist. Hij is vooral bekend om zijn band Anson Funderburgh & the Rockets.

## Biografie
Funderburghs voorbeelden waren bluesgrootheden als Freddie King, Jimmy Reed en Albert Collins. Hij speelde vroeg in clubs in Dallas (Texas). In 1978 richtte hij The Rockets op. Van 1986 tot zijn dood in 2006 was Sam Myers de zanger en mondharmonica-speler van de band. Deze samenwerking creëerde een energieke mix van Texas blues en deltablues. In 1989 en 1990 speelde Mike Judge bas bij The Rockets, die later Beavis and Butt-head en King of the Hill uitvond.

## Discografie
- 1981: Talk to You By Hand
- 1986: My Love Is Here To Stay
- 1987: Sins
- 1989: Rack Em Up
- 1991: Tell Me What I Want to Hear
- 1995: Live At the Grand Emporium
- 1997: That's What They Want
- 1999: Change In My Pocket
- 2003: Which Way Is Texas

- Gemeinsame Normdatei: 135050081
- International Standard Name Identifier: 0000 0000 5549 5101
- Library of Congress Control Number: n85160648
- MusicBrainz: 51a1dae8-3b25-42ed-8c55-feedff39bccd
- Nationale Bibliotheek van Israël: 987007416592505171
- Virtual International Authority File: 3910164
- WorldCat: E39PBJthbFy9kqyGrgt4p7VV4q